# Oberellenbach (Alheim)
Oberellenbach ist ein Ortsteil der Gemeinde Alheim im osthessischen Landkreis Hersfeld-Rotenburg.

## Geographie
Oberellenbach liegt am Rande des Knüllgebirges am Holzgraben, einem Fulda-Zufluss.

## Geschichte
Erstmals urkundlich erwähnt wird das Dorf im Jahre 1146. Im Jahre 1939 hatte das Dorf 401 Einwohner und gehörte zum Landkreis Rotenburg (Fulda).
Im Rahmen der Gebietsreform in Hessen wurde Oberellenbach mit neun anderen Dörfern am 1. August 1972 zur neu gegründeten Gemeinde Alheim zusammengeschlossen.

## Kultur und Sehenswürdigkeiten
- Sehenswert sind die Wehrkirche und der Bergbaulehrpfad. Die ehemalige Schwerspatgrube Gottessegen kann besichtigt werden.[4]
- Oberellenbach gewann im Jahr 2000 den „Europäischen Dorferneuerungspreis“ sowie im Jahr 2006 den Preis „Unser Dorf“.
- In der Liste der Kulturdenkmäler in Alheim sind für Oberellenbach 22 Kulturdenkmäler und die Gesamtanlage Oberellenbach aufgeführt.

## Infrastruktur
- In Oberellenbach gibt es ein Dorfgemeinschaftshaus und einen Kinderspielplatz.

## Persönlichkeiten
- Christian Nöding (1809–1865), Bürgermeister und Abgeordneter der kurhessischen Ständeversammlung
- Michael Römer (* 1946), in Oberellenbach geborener Chemiker